# دايمول
دايمول هو موقع أثري في إقليم الساحل في صوماليلاند. تمتلئ جدران الكهف بجمال بيضاء مملوءة ومحددة، وأرباع مجهولة الهوية ورموز. معظم الرسومات ذات الأربع أرجل تخطيطية ومصورة في وضع مستقيم متجهًا لليمين. كهوف دايمول، يعتقد أن عمرها يتراوح بين 3000 و5000 سنة.
يصور كهف دايمول مكان غروب الشمس عند شروق الشمس، والشمس على الجانبين والقمر على الجانب الآخر. كما يصور جمل وزرافة وفيل وحيوانات برية، انقرض الكثير منها في المنطقة. هناك أيضًا أحرف غير مفهومة والعديد من الدوائر المرسومة في الكهف.

## معرض الصور

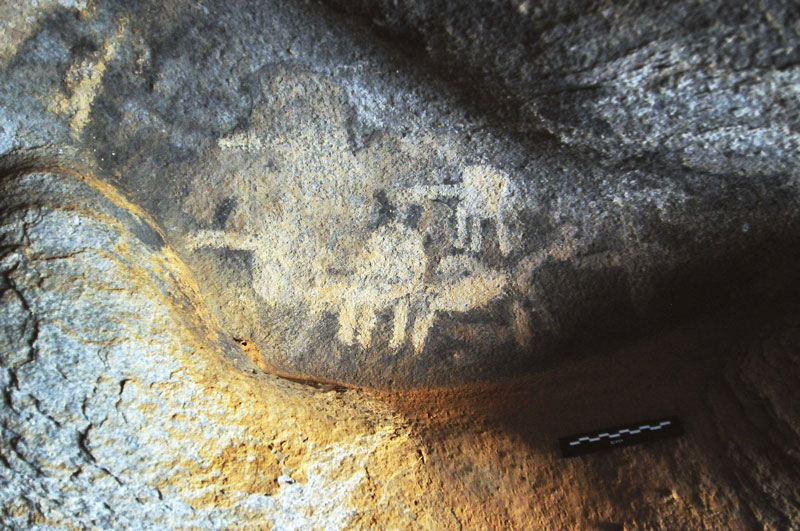
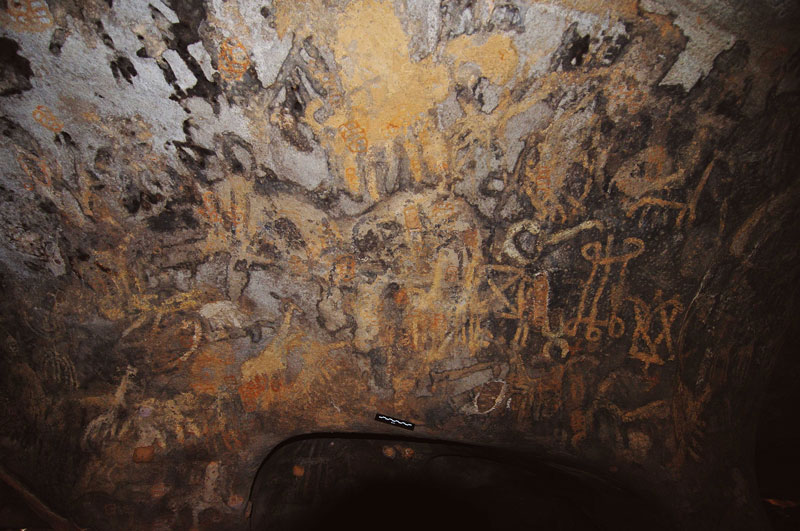
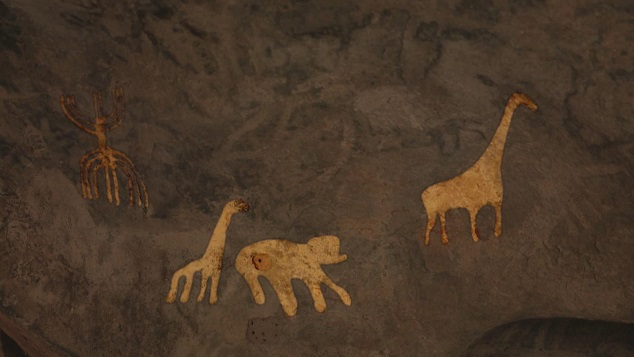
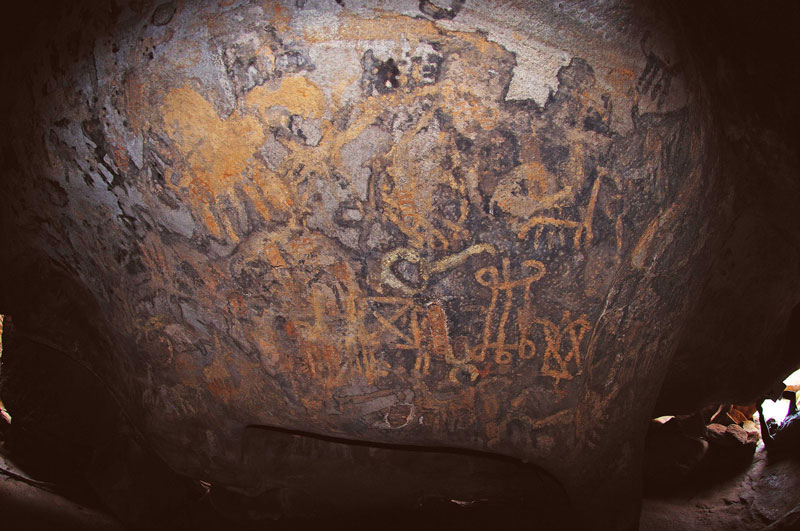